# Phare de Sodus Point
Le phare de Sodus Point (en anglais : Sodus Point Light), était un phare actif situé à Sodus Point sur le lac Ontario, dans le Comté de Wayne (État de New York).
Il est inscrit au Registre national des lieux historiques depuis le 8 octobre 1976 .

## Histoire
Le phare a été établi en 1871. Il est inactif depuis 1901. La maison du gardien est restée en service en tant que maison du gardien pour le phare de Sodus Outer. Utilisé jusqu'à 1984 comme logement de la Garde côtière, le bâtiment est maintenant un musée du phare exploité par la Sodus Bay Historical Society. Le terrain est un parc public utilisé pour les concerts en été. Situé au bord du lac, le site est ouvert à l'année, le musée et la tour sont ouverts tous les jours sauf les lundis de mai à octobre.

## Description
Le phare  est une tour quadrangulaire en pierre avec une galerie et une lanterne de 14 m de haut.
Identifiant : ARLHS : USA-766 .

### Lien connexe
- Liste des phares de l'État de New York